# Stralingswet van Wien

Log-log plots van de straling naar frequentie voor de wet van Planck (groen), vergeleken met de wet van Rayleigh-Jeans (rood) en de stralingswet van Wien (blauw) voor een temperatuur van 8 mK

De stralingswet van Wien werd in 1896 opgesteld door de Duitse natuurkundige Wilhelm Wien. Deze wet was een poging om een uitdrukking te vinden voor de tot dan toe onbekende universele spectrale verdelingsfunctie van de zwarte straling. Eerder had Wien al zijn verschuivingswet opgesteld die door het experiment voldoende werd bevestigd.
De stralingswet van Wien luidt
{\displaystyle u_{\lambda }={{\text{C}} \over \lambda ^{5}}\cdot e^{-{\text{c}}/\lambda T}}
met
{\displaystyle u_{\lambda }} de stralingsdichtheid
{\displaystyle C} en {\displaystyle c} twee constanten (met {\displaystyle c} wordt hier niet de lichtsnelheid bedoeld)
{\displaystyle \lambda } golflengte in meter
{\displaystyle e} het grondgetal van de natuurlijke logaritme
{\displaystyle T} temperatuur in kelvin

## Historische ontwikkeling
Als resultaat van zijn verschuivingswet vond Wien een uitdrukking voor de stralingsintensiteit waarin nog een onbekende functie {\displaystyle \varphi (\lambda T)} voorkwam. De stralingsintensiteit kon dan worden geschreven als
{\displaystyle u_{\lambda }={\text{constant}}\cdot {1 \over \lambda ^{5}}\cdot \varphi (\lambda T)}
Op basis van de wetten van de toenmalige thermodynamica kon men niet achterhalen hoe de functie {\displaystyle \varphi (\lambda T)}  er uit zou moeten zien. Wien kende echter de inhoud van het in 1887 gepubliceerde werk van de Russische natuurkundige Wladimir Michelson, die een stralingswet had opgesteld voor stralende vaste stoffen op grond van een statistische behandeling van een groot aantal om hun evenwichtspositie trillende atomen. Hiermede trachtte hij een verklaring te geven voor het verloop van de stralingskrommen die door de Amerikaanse natuurkundige Samuel Pierpont Langley waren gepubliceerd. Michelson ging ervan uit dat de perioden waarmee de atomen trillen terug te vinden zijn in de golven van de straling die deze atomen teweegbrengen. Alle atomen waarvan de ogenblikkelijke snelheid gelijk is aan {\displaystyle v} stralen met een periode {\displaystyle \tau ={4\rho  \over v}} waarin {\displaystyle \rho } een constante is. De golflengte {\displaystyle \lambda } van de straling wordt op die manier omgekeerd evenredig met de ogenblikkelijke snelheid {\displaystyle v} van deze trillende atomen. Het aantal atomen dat een snelheid bezit tussen {\displaystyle v} en {\displaystyle v+\mathrm {d} v} wordt nu gegeven door de snelheidsverdelingswet van Maxwell-Boltzmann en is evenredig met
{\displaystyle v^{2}e^{-{v^{2} \over \alpha ^{2}}}\mathrm {d} v}
waarbij {\displaystyle \alpha ^{2}} evenredig is met de absolute temperatuur {\displaystyle T}. 
De intensiteit van de straling in het golflengtegebiedje {\displaystyle \mathrm {d} \lambda } moet dus evenredig zijn met dit aantal en met een functie van zowel de kinetische energie van de atomen en als van de absolute temperatuur.
Op deze manier komt er in de uitdrukking van de stralingswet van Michelson een exponentiële factor voor van de vorm
{\displaystyle e^{-{c \over T\lambda ^{2}}}}
Wien zag dat de zo verkregen intensiteit niet voldeed aan de verschuivingswet, maar de exponentiële factor bracht hem tot de volgende twee hypothesen. Ook bij een gas zal de golflengte van de uitgestraalde energie uitsluitend een functie zijn van {\displaystyle v}. Deze hypothese is niet gebaseerd op een bepaald model van de moleculen dat als basis zou kunnen dienen om het stralingsmechanisme te begrijpen. In algemene termen wordt ervan uitgegaan dat de bewegende elektrische ladingen aanwezig in de gasmoleculen de oorzaak zijn van de straling. De tweede hypothese zegt dat gas in thermisch evenwicht zal zijn met de straling in een holle ruimte met temperatuur {\displaystyle T} omgeven door spiegelende wanden. De verdeling van Maxwell-Boltzmann verlangt nu dat de stralingsintensiteit tussen {\displaystyle \lambda } en {\displaystyle \lambda +\mathrm {d} \lambda } evenredig is met het aantal moleculen waarvan de snelheid overeenkomt met dit golflengtegebiedje en een functie van de snelheid of wat op hetzelfde neerkomt een functie van {\displaystyle \lambda }
{\displaystyle u_{\lambda }=F(\lambda )e^{-{f(\lambda ) \over T}}}
Vervolgens neemt Wien twee eisen in aanmerking. De verschuivingswet eist dat
{\displaystyle {f(\lambda ) \over T}={c \over \lambda T}}
met {\displaystyle c} een constante, en de wet van Stefan-Boltzmann eist nu dat
{\displaystyle F(\lambda )={C \over \lambda ^{5}}}
met {\displaystyle C} een constante. Daarmee wordt
{\displaystyle u_{\lambda }={C \over \lambda ^{5}}\cdot e^{-{c \over \lambda T}}}

## Confrontatie met het experiment
Al snel kwam er kritiek van enkele bekende natuurkundigen in Duitsland. In 1900 publiceerden Otto Lummer en Eugen Jahnke een artikel waarin ze zowel hun kritiek op de theoretische afleiding van Wien alsook het gebrek aan overeenkomst tussen de theorie en de tot dan toe beschikbare meetgegevens van de zwarte straling bekendmaakten. Tot dezelfde conclusies kwamen Lummer en Ernst Pringsheim toen ze de resultaten van uitgebreidere metingen openbaar maakten. De wet van Wien komt goed overeen in het gebied van de korte golflengten van de zwarte straling, alhoewel steeds een fractie te klein. Maar voor de grote golflengten in het infrarood ontstaan er afwijkingen die steeds groter worden voor de langste golflengten bij de staart van de stralingskromme. Men had het gevoel dat de correcte functie {\displaystyle \varphi (\lambda T)} nog niet gevonden was.

## De toestand rond de eeuwwisseling
Ongeveer op hetzelfde moment kwam Max Planck op grond van thermodynamische en elektromagnetische beschouwingen toegepast op gedempte resonatoren tot een vorm van de stralingswet die een sterke overeenkomst vertoonde met de stralingswet van Wien. Hij vond dat
{\displaystyle u_{\lambda }={C \over \lambda ^{5}}\cdot e^{-{c \over \lambda \theta }}}
hierin werd  {\displaystyle \theta } gedefinieerd als een 'elektromagnetische temperatuur', die niet zonder meer gelijk te stellen was aan  de gebruikelijke thermodynamische temperatuur {\displaystyle T}. Planck bewees hiermee echter dat Wien op het goede spoor was.
In 1905 verscheen er een nieuwe stralingswet, dit keer opgesteld door de Engelse natuurkundigen Lord Rayleigh en James Jeans en deze keer op basis van zuivere elektromagnetische beschouwingen over het stralingsveld. Het gaf een uitdrukking voor de stralingsintensiteit van een zwarte straling in een holle ruimte die helemaal is omsloten door volledig zwarte en elektrisch geleidende wanden. Zij vonden dat
{\displaystyle u_{\lambda }d\lambda ={8\pi kT \over \lambda ^{4}}\mathrm {d} \lambda {\biggl (}={8\pi f^{2} \over c^{3}}kT\mathrm {d} f{\biggr )}}
waarin:
{\displaystyle k} de boltzmannconstante en
{\displaystyle c} de lichtsnelheid
het product {\displaystyle kT} afkomstig is van het equipartitiebeginsel
Het probleem met deze stralingswet was dat bij zeer korte golflengten {\displaystyle \lambda } dus bij zeer hoge frequenties {\displaystyle f} de intensiteit oneindig groot wordt. Dit gedrag werd door Paul Ehrenfest de ultravioletcatastrofe genoemd.
Het was duidelijk, de natuurkunde bevond zich rond de eeuwwisseling in een diepe crisis. Men kon noch met behulp van de bekende wetten van de mechanica of de dynamica, noch met die van de thermodynamica of het elektromagnetisme het probleem van de zwarte straling ontrafelen. Nochtans had Max Planck in 1900 de kern van het probleem al opgelost door de invoering van de hypothese van het energiekwantum in zijn bekende stralingswet. Alleen wisten de wereld en de ontdekker zelf het nog niet.